# Javon East
Javon Romario East (Kingston, 22 marzo 1995) è un calciatore giamaicano, attaccante dell'Hapoel Haifa.

## Carriera

### Club
Ha giocato nella prima divisione dei campionati giamaicano, costaricano ed israeliano.

### Nazionale
Nel 2018 ha esordito in nazionale.

## Statistiche

### Cronologia presenze e reti in nazionale
| Cronologia completa delle presenze e delle reti in nazionale ― Giamaica | Cronologia completa delle presenze e delle reti in nazionale ― Giamaica | Cronologia completa delle presenze e delle reti in nazionale ― Giamaica | Cronologia completa delle presenze e delle reti in nazionale ― Giamaica | Cronologia completa delle presenze e delle reti in nazionale ― Giamaica | Cronologia completa delle presenze e delle reti in nazionale ― Giamaica | Cronologia completa delle presenze e delle reti in nazionale ― Giamaica | Cronologia completa delle presenze e delle reti in nazionale ― Giamaica |
| Data                                                                    | Città                                                                   | In casa                                                                 | Risultato                                                               | Ospiti                                                                  | Competizione                                                            | Reti                                                                    | Note                                                                    |
| ----------------------------------------------------------------------- | ----------------------------------------------------------------------- | ----------------------------------------------------------------------- | ----------------------------------------------------------------------- | ----------------------------------------------------------------------- | ----------------------------------------------------------------------- | ----------------------------------------------------------------------- | ----------------------------------------------------------------------- |
| 30-1-2018                                                               | Aksu                                                                    | Giamaica                                                                | 2 – 2                                                                   | Corea del Sud                                                           | Amichevole                                                              | -                                                                       |                                                                         |
| 25-3-2018                                                               | Kingston                                                                | Giamaica                                                                | 1 – 1                                                                   | Antigua e Barbuda                                                       | Amichevole                                                              | -                                                                       | 87’                                                                     |
| 26-4-2018                                                               | Basseterre                                                              | Saint Kitts e Nevis                                                     | 1 – 3                                                                   | Giamaica                                                                | Amichevole                                                              | -                                                                       | 80’                                                                     |
| 29-4-2018                                                               | North Sound                                                             | Antigua e Barbuda                                                       | 0 – 2                                                                   | Giamaica                                                                | Amichevole                                                              | -                                                                       | 80’                                                                     |
| 7-9-2018                                                                | Harrison                                                                | Giamaica                                                                | 0 – 2                                                                   | Ecuador                                                                 | Amichevole                                                              | -                                                                       | 59’                                                                     |
| 9-9-2018                                                                | Kingston                                                                | Giamaica                                                                | 4 – 0                                                                   | Isole Cayman                                                            | CONCACAF Nations League 2019-2020 - Qualificazioni                      | -                                                                       | 62’                                                                     |
| 14-10-2018                                                              | Willemstad                                                              | Bonaire                                                                 | 0 – 6                                                                   | Giamaica                                                                | CONCACAF Nations League 2019-2020 - Qualificazioni                      | -                                                                       | 58’                                                                     |
| 17-11-2018                                                              | Montego Bay                                                             | Giamaica                                                                | 2 – 1                                                                   | Suriname                                                                | CONCACAF Nations League 2019-2020 - Qualificazioni                      | -                                                                       | 68’                                                                     |
| 26-3-2019                                                               | San José                                                                | Costa Rica                                                              | 1 – 0                                                                   | Giamaica                                                                | Amichevole                                                              | -                                                                       | 62’                                                                     |
| 12-10-2019                                                              | Kingston                                                                | Giamaica                                                                | 2 – 0                                                                   | Aruba                                                                   | CONCACAF Nations League 2019-2020 - 1º turno                            | -                                                                       | 57’                                                                     |
| 15-10-2019                                                              | Willemstad                                                              | Aruba                                                                   | 0 – 6                                                                   | Giamaica                                                                | CONCACAF Nations League 2019-2020 - 1º turno                            | -                                                                       | 63’                                                                     |
| 18-11-2019                                                              | Montego Bay                                                             | Giamaica                                                                | 1 – 1                                                                   | Guyana                                                                  | CONCACAF Nations League 2019-2020 - 1º turno                            | 1                                                                       | 85’                                                                     |
| 17-11-2020                                                              | Riyad                                                                   | Arabia Saudita                                                          | 1 – 2                                                                   | Giamaica                                                                | Amichevole                                                              | 1                                                                       |                                                                         |
| 7-6-2021                                                                | Miki                                                                    | Serbia                                                                  | 1 – 1                                                                   | Giamaica                                                                | Amichevole                                                              | -                                                                       |                                                                         |
| 2-9-2021                                                                | Città del Messico                                                       | Messico                                                                 | 2 – 1                                                                   | Giamaica                                                                | Qual. Mondiali 2022                                                     | -                                                                       | 62’                                                                     |
| 8-9-2021                                                                | San José                                                                | Costa Rica                                                              | 1 – 1                                                                   | Giamaica                                                                | Qual. Mondiali 2022                                                     | -                                                                       | 69’                                                                     |
| 7-10-2021                                                               | Austin                                                                  | Stati Uniti                                                             | 2 – 0                                                                   | Giamaica                                                                | Qual. Mondiali 2022                                                     | -                                                                       | 71’                                                                     |
| 10-10-2021                                                              | Kingston                                                                | Giamaica                                                                | 0 – 0                                                                   | Canada                                                                  | Qual. Mondiali 2022                                                     | -                                                                       | 74’                                                                     |
| 13-10-2021                                                              | San Pedro Sula                                                          | Honduras                                                                | 0 – 2                                                                   | Giamaica                                                                | Qual. Mondiali 2022                                                     | -                                                                       | 90+3’                                                                   |
| 2-2-2022                                                                | Kingston                                                                | Giamaica                                                                | 0 – 1                                                                   | Costa Rica                                                              | Qual. Mondiali 2022                                                     | -                                                                       | 58’                                                                     |
| Totale                                                                  |                                                                         | Presenze                                                                | 20                                                                      |                                                                         | Reti                                                                    | 2                                                                       |                                                                         |